# 七百站
七百站（日语：／ Shichihyaku eki */?）是位於青森縣上北郡六戶町犬落瀨，十和田觀光電鐵的十和田觀光電鐵線車站（廢站）。以站位於十和田觀光電鐵線的中間靠近三澤一方。為十和田觀光電鐵線唯一設有列車交會的車站，站內設有七百車輛區（車廠）和七百變電站。

## 歷史
在1922年（大正11年）9月5日，十和田鐵道的古間木站（後來名為三澤站）至三本木站（後來名為十和田市站）之間的鐵路線開通。在開通當時的中途站只有七百站和高清水站。
- 1922年（大正11年）9月5日 - 十和田鐵道車站啟用[1]。
- 1930年（昭和5年）6月9日 - 設置列車交會設備。
- 1971年（昭和46年）12月16日 - 閉塞方式變為單線自動閉塞式。
- 1972年（昭和47年）3月 - 成為無人車站。
- 2008年（平成20年）3月1日 - （舊）十和田觀光電鐵把業務轉讓給「十鐵」，同時公司名稱改為（新）十和田觀光電鐵[2]。
- 2012年（平成24年）
  - 4月1日 - 十和田觀光電鐵線廢除，此站也廢除[2]。
  - 5月3日（除了活動中行走的車輛外，為5月4日前） - 於七百站舉行活動「十鐵電車車輛展示＆車廠公開」。當車輛在場內行走後，進行「饋電停止儀式」，七百變電站停止輸電。使電動列車沒有動力行走[3]。
- 2015年（平成27年）5月31日 - 此站遺址「七百鐵道紀念館」首次舉行活動。以後，該活動每年舉行2次。

## 車站構造
截至車站廢除前，此站是地面車站，設有1面2線的島式月台。月台靠近十和田市一方設有樓梯。車站大樓連接站內平交道。另外站內設有數條側線，連接七百車輛區。十和田市站在1985年（昭和60年）10月28日從遷站後，於1986年（昭和61年）12月前，十和田市站的舊站還有車輛區，該月把車輛區遷移至此站。
此站是無人車站。在有人車站時間設有小型車站大樓。此站在1930年（昭和5年）6月9日起開始設有交會設備。在1971年（昭和46年）12月16日，閉塞方式從由票券閉塞式改變為單線自動閉塞式。在1972年（昭和47年）3月起成為無人車站。

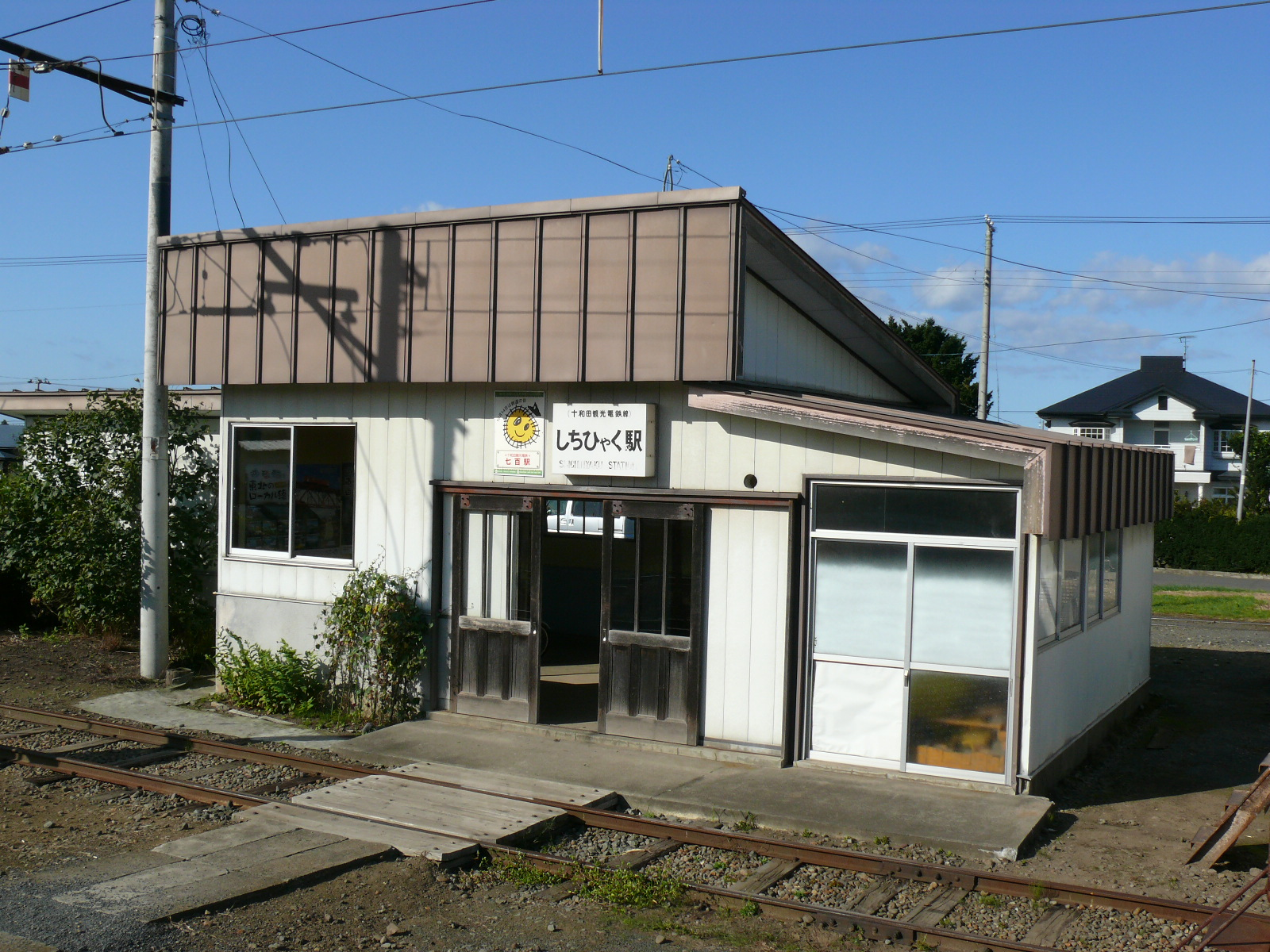
月台望向車站大樓與站內平交道。 （2009年9月20日）
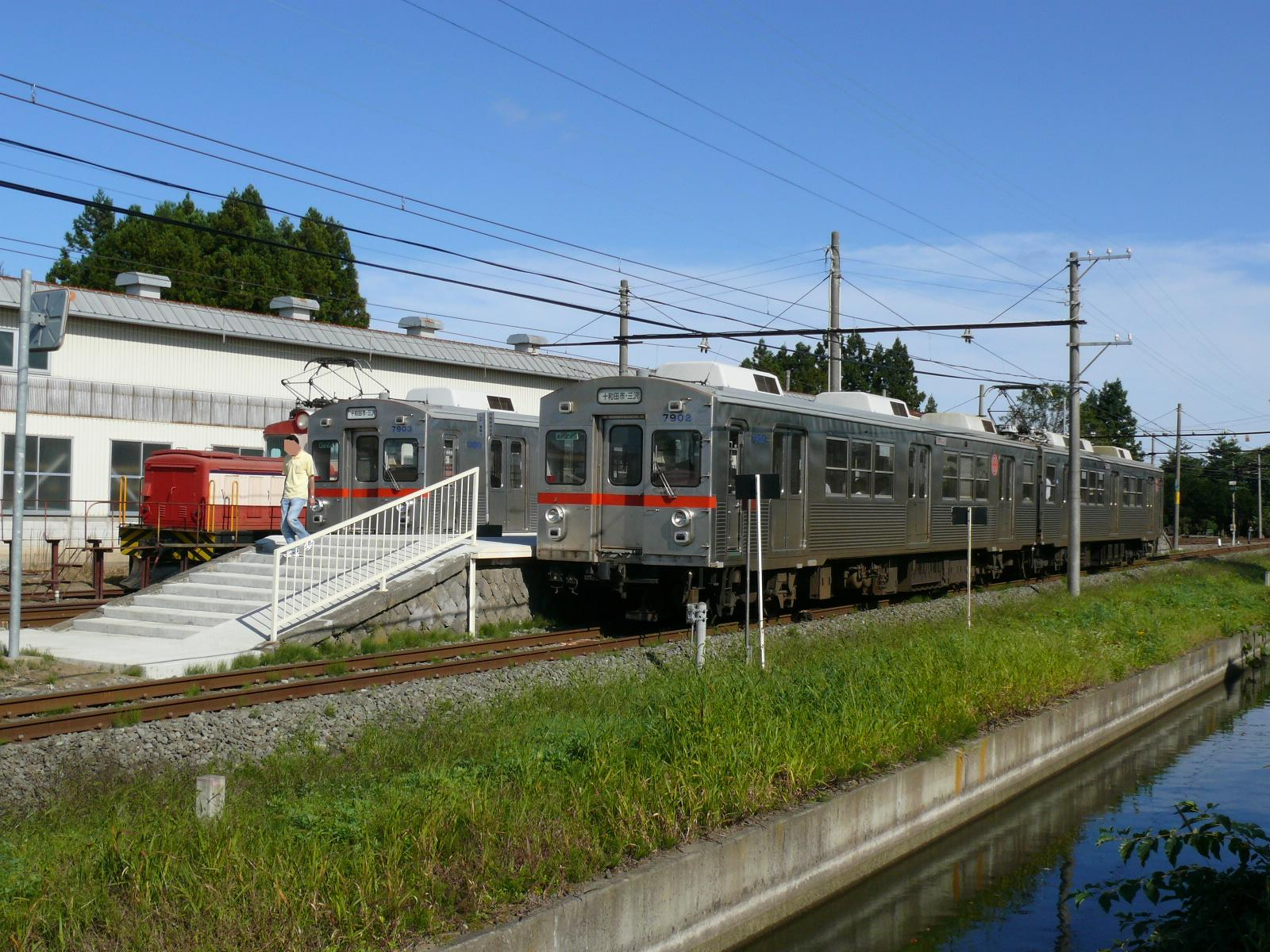
進行列車交會的時候。後方建築物是七百車輛區。 （2009年9月20日）
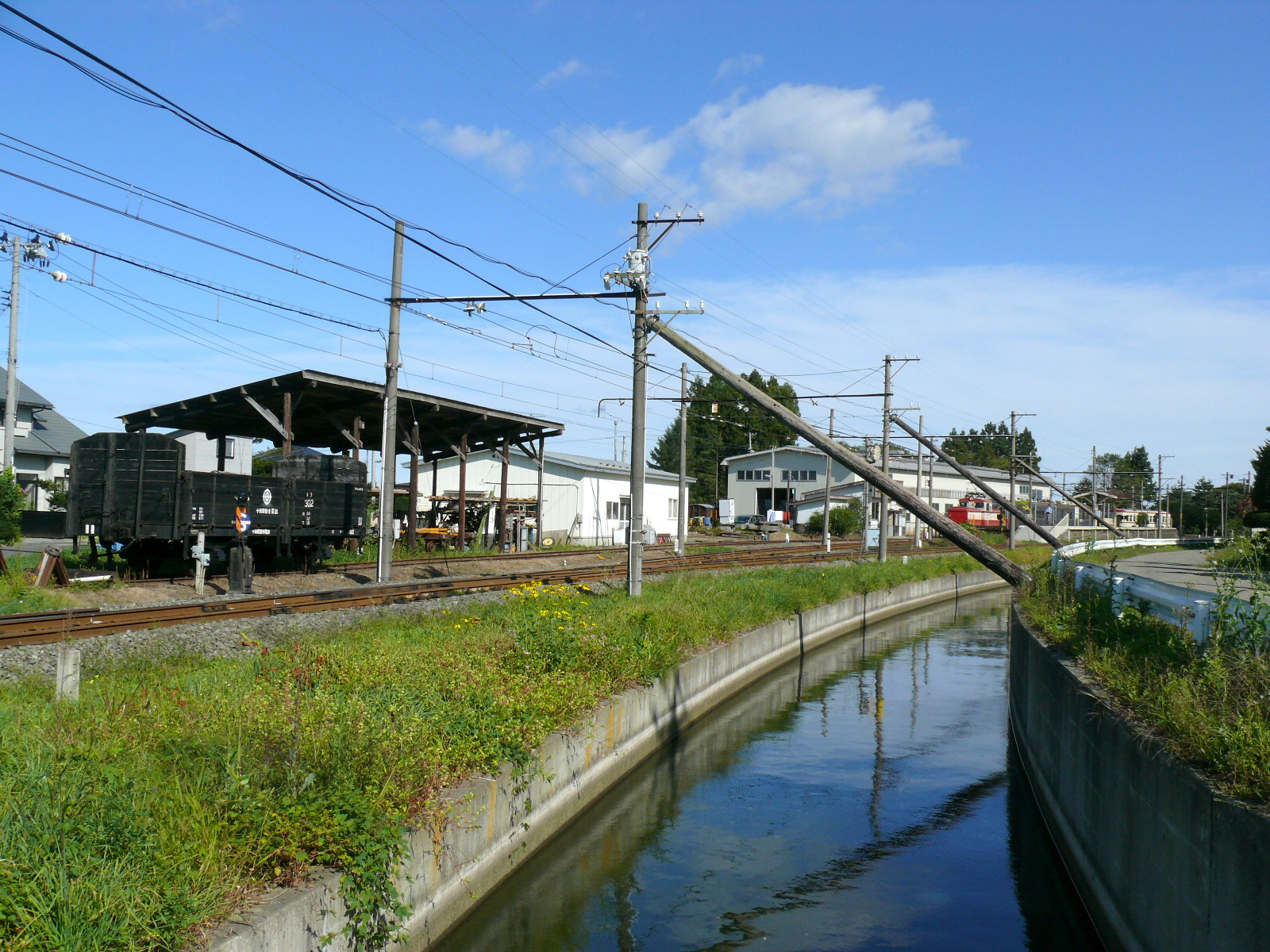
車站旁邊的稻生川。 （2009年9月20日）

## 車站周邊
車站旁邊設有與十和田觀光電鐵路軌並行的人工河稻生川。稻生川是在安政年間，由新渡戶稻造的祖父新渡戶傳作為主要人物，開始開鑿這個人工河。由十和田市奧入瀨川引導河水連接至上北郡奧入瀨町和太平洋。
車站南邊200米處設有七百的村落，該處設有七百簡易郵局。車站西邊300米設有六戶町立開知小學（舊・七百小學），車站西北方300米處設有六戶町立七百中學。在中學附近設有七百溫泉和相關入浴設施（但是在2010年11月關閉）。
六戶町的中心，町公所等地方位於車站南方4公里處，靠近國道45號附近。

## 相鄰車站
十和田觀光電鐵
十和田觀光電鐵線
柳澤－七百－古里

## 注腳
1. ↑  「地方鉄道運輸開始」《官報》1922年9月7日（日語）（國立國會圖書館數碼化收藏）
2. 1 2  “特集 希望の軌道”. 廣報三澤 2012年4月号 (三澤市) (2012年4月).
3. ↑  . 朝日新聞.   [2013-07-28]. （原始内容存档于2022-02-08） （日语）.

## 外部連結
- 國土地理院地圖參閲服務 （页面存档备份，存于）（日語） - 七百站周邊之1/25000地形圖 （页面存档备份，存于）